# Aricia albisignata
Aricia albisignata är en fjärilsart som beskrevs av Tutt 1912. Aricia albisignata ingår i släktet Aricia och familjen juvelvingar. Inga underarter finns listade i Catalogue of Life.